# Peccatori di provincia
Peccatori di provincia è un film del 1976 diretto da Tiziano Longo.

## Trama
Il ricco e rispettato Emanuele Lo Curcio muore lasciando a sorpresa tutti i suoi beni alla figlia naturale Domitilla, di cui i parenti, compreso il fratello del defunto e sindaco Angelo Lo Curcio, ignoravano l'esistenza. La delusione e la rabbia dei suoi numerosi parenti, indebitati fino al collo, li spinge a tentare con ogni sorta di raggiri di spogliare dell'eredità Domitilla, la quale viene ospitata nella dimora familiare. Fatica vana, poiché Domitilla, persona gentile e pudica, è in realtà una suora e dei soldi non importa nulla: tant'è vero che al termine del film ella cede il patrimonio al giovanissimo Aldo, il solo dei suoi parenti a non essersene interessato lasciando a lui decidere, una volta raggiunta la maggiore età, che uso farne.

## Produzione

### Riprese
Le riprese si sono svolte a Manziana, nella città metropolitana di Roma.